# 太田愛人
太田 愛人（おおた あいと、1928年8月20日 - ）は、日本の牧師。

## 来歴
岩手県盛岡市生まれ。東京神学大学大学院修士課程修了。日本キリスト教団大町教会牧師、柏原信濃村伝道所牧師を経て、横浜上星川教会牧師。月刊通信誌「辺境通信」発行人。1980年『羊飼の食卓』で日本エッセイストクラブ賞受賞。

## 著書
- 辺境の食卓 野尻湖から ヨルダン社 1976／中公文庫 1981.1、改版2010.10
- 明治キリスト教の流域 静岡バンドと幕臣たち 築地書館 1979.3／中公文庫 1992.12
- 羊飼の食卓 築地書館 1979.12／中公文庫 1993.5
- 現代聖書講解説教 6 解放の歌 第二イザヤによる 新教出版社 1981.6
- 横浜バンド史話 高谷道男共著 築地書館 1981.12
- ヨーロッパ田園紀行 鎌倉書房 1982.9
- 聖書の大地を行く 大和書房 1982.9
- 大地からの贈物 中央公論社 1982.10／中公文庫 1986.1
- 山麓の生活誌 山と渓谷社 1983.8
- 大地のカレンダー 大月書店 1983.10
- 草上の午餐 築地書館 1983.11
- 自然からのおくりもの 筑摩書房 1984.5／ちくま文庫 1989.6
- 三つの森の物語 筑摩書房 1984.11
- 辺境に生きる 野の師父を求めて 講談社現代新書 1985.11
- 緑の復活祭 筑摩書房 1986.2
- 田園の食卓 築地書館 1987.11
- 外人墓地に眠る人びと 日本の土となった初代宣教師の働き（編著）キリスト新聞社 1988.7 (地方の宣教叢書)
- 開化の築地・民権の銀座 築地バンドの人びと 築地書館 1989.7
- 四季のおくりもの 女子パウロ会・パウロ文庫 1991.6
- 山からの贈りもの 水越武写真 講談社 1991.12
- 緑の牧歌 恒文社 1992.9
- 海からの光森の声 弥生書房 1994.4
- 羊飼いのカレンダー 日本基督教団出版局 1995.7
- 石川啄木と朝日新聞 編集長佐藤北江をめぐる人々 恒文社 1996.7
- 辺境の食物誌 フレーベル館 1997.1 (シリーズ食を読む)
- 上州安中有田屋 湯浅治郎とその時代 小沢書店 1998.11
- 簡素に生きる シンプルライフの思想 信濃毎日新聞社 1999.10
- 神谷美恵子若きこころの旅 河出書房新社 2003.2
- 野村胡堂・あらえびすとその時代 教文館 2003.9
- 天に宝を積んだ人びと 明治キリスト者の気骨 キリスト新聞社 2005.12
- 『武士道』を読む 新渡戸稲造と「敗者」の精神史 平凡社新書 2006.12
- パウロからの手紙 日本放送出版協会 2009.3。下記は元版
  - パウロの手紙を語る（上下） 日本放送出版協会 2007。NHK教育テレビ「こころの時代　宗教・人生」放送テキスト
- 聖書をめぐる三十一夜話 現在に生きるイエスの言葉 バジリコ 2009.5

## 翻訳
- どうぶつたちのクリスマス / ノーマ・ファーバー 佑学社 1981.12
- クリスマスのはじまり レイチェル・ビリントン 佑学社 1983.11

## 参考
- 著書記載の紹介文